# Heinrich Kock
Heinrich Kock (* 28. Mai 1913 in Hamburg; † nach 12. Juli 1968) war ein deutscher Politiker (CDU). Von 1958 bis 1962 war er Mitglied des Landtages von Schleswig-Holstein.

## Leben
Kock besuchte eine Privatschule und Oberrealschule. Nach dem Abitur studierte er Geschichte, Erdkunde und Englisch in Hamburg und Wien und wurde 1937 promoviert. Er trat zwischen dem Wegfall der Aufnahmesperre 1937 und dem Beginn des Zweiten Weltkrieges in die NSDAP ein. Nach der wissenschaftlichen Prüfung für das Lehramt an höheren Schulen war er 1938/39 Studienreferendar an höheren Schulen in Hamburg, 1939 Studienassessor, 1943 Studienrat und 1946 im Hamburger Schuldienst. Im Krieg war er Oberleutnant und erhielt neben anderen Auszeichnungen das Eiserne Kreuz II. und I. Klasse. Danker und Lehmann-Himmel charakterisieren ihn in ihrer Studie über das Verhalten und die Einstellungen der Schleswig-Holsteinischen Landtagsabgeordneten und Regierungsmitglieder der Nachkriegszeit in der NS-Zeit als „politisch angepasst“.
Nach Kriegsende war Kock von 1946 bis 1951 in der Bauwirtschaft beschäftigt. 1951 wurde er wieder in den Schuldienst übernommen und wurde Studienrat am Otto-Hahn-Gymnasium in Geesthacht.
Von 1949 bis 1953 war Kock Mitglied des Bezirksausschusses im Bezirk Bergedorf, ab 1955 Mitglied der Ratsversammlung Geesthacht und dort Vorsitzender der Fraktion der Geesthachter Wahlgemeinschaft CDU/Gesamtdeutscher Block/Bund der Heimatvertriebenen und Entrechteten (BHE) und Mitglied mehrerer Ausschüsse der Ratsversammlung, ferner Vorsitzender des Bezirksverbandes Geesthacht der CDU. Er war auch Vorstandsmitglied des Vereins schleswig-holsteinischer Geschichtslehrer. Von 1958 bis 1962 war er Mitglied des Landtages Schleswig-Holstein und saß in den Ausschüssen für Heimatvertriebene, Jugendfragen und Justiz. Kock war auch Mitglied im 1951 gegründeten Verband deutscher Soldaten, einem soldatischen Traditionsverband. 
1963 wurde der vormalige Großadmiral und Reichspräsident Karl Dönitz, der 1946 als Kriegsverbrecher verurteilt worden war, auf Initiative von Kock durch den damaligen Schülersprecher Uwe Barschel, den späteren Ministerpräsidenten Schleswig-Holsteins, an das Gymnasium eingeladen, um vor den Schülern der oberen Klassen über das Thema „Der 30. Januar 1933 und seine Folgen“ zu sprechen. Diese Einladung wurde im Nachhinein als Skandal empfunden, überregionale und internationale Medien wie Die Zeit, Der Spiegel und Le Monde berichteten, der Schulleiter des Gymnasiums Georg Rühsen (* 1906) beging in der Folge Suizid.

## Schriften
- Die Friedensverhandlungen von Brest-Litowsk im Spiegel der Wiener Presse. Bergedorf 1937 Hamburg, Phil. Diss.